# Strada nazionale 11 (Argentina)
La strada nazionale 11 (Ruta Nacional 11 in spagnolo) è una strada statale che attraversa le province di Santa Fe, del Chaco e di Formosa sino a giungere alla frontiera con il Paraguay. È stata intitolata a Juan de Garay con il Decreto nº 25.954/44.

## Percorso
La strada origina dalla tangenziale di Rosario e attraversa la parte settentrionale dell'area urbana rosarina, in parallelo all'autostrada per Santa Fe e al corso del Paraná. A Santo Tomé interseca la strada nazionale 19 e, dopo aver attraversato il Salado del Norte, la tangenziale di Santa Fe.
Dopo aver attraversato tutta la parte centro-settentrionale della provincia santafesina, la strada entra nel territorio della provincia del Chaco e presso la sua capitale Resistencia s'interseca con la strada nazionale 16, importante arteria di comunicazione per tutta la fascia di territorio compreso tra Salta e Corrientes.
Superato il fiume Bermejo la statale entra nel territorio della provincia di Formosa. Presso il capoluogo provinciale s'interseca con la Strada nazionale 81, e dopo un centinaio di km giunge alla cittadina frontaliera di Clorinda. Qui, all'altezza del ponte internazionale Sant'Ignazio de Loyola, la strada termina il lungo suo percorso ed entra in terra paraguaiana.